# Collegio di Mid Leicestershire
Mid Leicestershire è un collegio elettorale inglese situato nel Leicestershire, nelle Midlands Orientali, e rappresentato alla Camera dei comuni del Parlamento del Regno Unito. Elegge un membro del parlamento con il sistema è first-past-the-post, ossia maggioritario a turno unico; l'attuale parlamentare è Peter Bedford, eletto con il Partito Conservatore nel 2024.

## Estensione
Il collegio è formato dai seguenti ward elettorali:
- nel distretto di Blaby: Braunstone Millfield; Braunstone Ravenhurst; Glenfield Ellis; Glenfield Faire; Kirby Muxloe; Leicester Forest and Lubbesthorpe e Thorpe Astley and St Mary's;
- nel distretto di Charnwood: Anstey; Birstall East and Wanlip; Birstall West; Forest Bradgate; Mountsorrele Rothley Brook;
- nel borgo di Hinckley and Bosworth: Groby; Markfield, Stanton and Fieldhead e Ratby, Bagworth and Thornton.[1]

## Membri del parlamento
| Elezione | Elezione | Deputato      | Partito      |
| -------- | -------- | ------------- | ------------ |
|          | 2024     | Peter Bedford | Conservatore |

## Elezioni

### Elezioni negli anni 2020
| Partito                    | Partito                                         | Candidato                  | Risultati 4 luglio 2024 | Risultati 4 luglio 2024 |
| Partito                    | Partito                                         | Candidato                  | Voti                    | %                       |
| -------------------------- | ----------------------------------------------- | -------------------------- | ----------------------- | ----------------------- |
|                            | Conservatore                                    | Peter Bedford              | 17 735                  | 36,91                   |
|                            | Laburista                                       | Robert Martin              | 15 534                  | 32,33                   |
|                            | Reform UK                                       | Tom Smith                  | 8 923                   | 18,57                   |
|                            | Verdi                                           | Tony Deakin                | 3 414                   | 7,11                    |
|                            | Lib Dem                                         | Ian Bradwell               | 2 444                   | 5,09                    |
|                            |                                                 |                            |                         |                         |
| Iscritti                   | Iscritti                                        | Iscritti                   | 75 933                  | 100,00                  |
| ↳ Votanti (% su iscritti)  | ↳ Votanti (% su iscritti)                       | ↳ Votanti (% su iscritti)  | 48 235                  | 63,52                   |
| ↳ Astenuti (% su iscritti) | ↳ Astenuti (% su iscritti)                      | ↳ Astenuti (% su iscritti) | 27 698                  | 36,48                   |
|                            |                                                 |                            |                         |                         |
|                            | Esito: collegio a Conservatore (nuovo collegio) |                            |                         |                         |